# European Gymnastics
Pour les articles homonymes, voir Union européenne (homonymie) et EUG.
L'European Gymnastics — anciennement connue comme l'Union européenne de gymnastique (UEG, ou en anglais European Union of Gymnastics, EUG) — est l'une des quatre unions continentales qui constituent la Fédération internationale de gymnastique (FIG). L'European Gymnastics est une organisation autonome, qui défend les intérêts de la gymnastique européenne et de ses fédérations membres. Elle organise chaque  année les championnats d'Europe seniors et juniors dans toutes ses disciplines ainsi que le festival jeunesse Eurogym et le Golden Age Festival (pour les plus de 50 ans) tous les deux ans. Son siège est à Lausanne.
Le 1er avril 2020, l'UEG change de nom et devient l'European Gymnastics. À cette occasion, la fédération adopte aussi un nouveau logo.

## Fédérations membres
| Fédération                             | Pays                 | Année d'affiliation |
| -------------------------------------- | -------------------- | ------------------- |
| Fédération royale belge de gymnastique | Belgique             | 1982                |
|                                        | Danemark             | 1982                |
|                                        | Espagne              | 1982                |
| Fédération française de gymnastique    | France               | 1982                |
| British Gymnastics                     | Royaume-Uni          | 1982                |
|                                        | Pays-Bas             | 1982                |
| Federazione Ginnastica d'Italia        | Italie               | 1982                |
|                                        | Luxembourg           | 1982                |
|                                        | Norvège              | 1982                |
|                                        | Portugal             | 1982                |
|                                        | Allemagne de l'Ouest | 1982                |
|                                        | Saint-Marin          | 1982                |
|                                        | Suède                | 1982                |
| Fédération suisse de gymnastique       | Suisse               | 1982                |
|                                        | Turquie              | 1982                |
|                                        | Liechtenstein        | 1983                |
|                                        | Tchécoslovaquie      | 1983                |
|                                        | Autriche             | 1984                |
|                                        | Finlande             | 1984                |
|                                        | Hongrie              | 1984                |
|                                        | Allemagne de l'Est   | 1985                |
|                                        | Bulgarie             | 1985                |
|                                        | Pologne              | 1986                |
|                                        | Chypre               | 1986                |
|                                        | Grèce                | 1986                |
| Irish Gymnastics Association           | Irlande              | 1986                |
|                                        | Islande              | 1986                |
|                                        | Union soviétique     | 1986                |
| Romanian Gymnastics Federation         | Roumanie             | 1987                |
|                                        | Yougoslavie          | 1987                |
|                                        | Andorre              | 1989                |
|                                        | Monaco               | 1989                |
|                                        | Israël               | 1989                |
|                                        | Biélorussie          | 1992                |
|                                        | Estonie              | 1992                |
|                                        | Lettonie             | 1992                |
|                                        | Lituanie             | 1992                |
|                                        | Russie               | 1992                |
|                                        | Ukraine              | 1992                |
|                                        | Slovénie             | 1992                |
|                                        | Croatie              | 1992                |
|                                        | Albanie              | 1993                |
|                                        | Arménie              | 1993                |
|                                        | Géorgie              | 1993                |
|                                        | Slovénie             | 1993                |
|                                        | Tchéquie             | 1993                |
|                                        | Moldavie             | 1993                |
|                                        | Bosnie-Herzégovine   | 1995                |
|                                        | Azerbaïdjan          | 1996                |
|                                        | Macédoine du Nord    | 2002                |

## Identité visuelle

Logo de l'UEG jusqu'en 2020.
Logo de l'European Gymnastics depuis le 1er avril 2020.